# Melanostoma babyssola
Melanostoma babyssola är en tvåvingeart som beskrevs av Speiser 1924. Melanostoma babyssola ingår i släktet gräsblomflugor, och familjen blomflugor. Inga underarter finns listade i Catalogue of Life.